# Кальби
Кальби или  гальби (англ. galbi) — корейское блюдо, которое готовят на гриле из говяжьих рёбер. «Кальби» означает «рёбра», для точного указания на блюдо, в отличие от сырых рёбер, используется название «кальби куи» (досл. кальби на гриле).

## Рецепт
Ингредиенты: говяжьи рёбра, чеснок, сахар, масло, острый или чёрный перец, лимон или лимонад, мёд.

## Виды кальби
- Твэджигальби (돼지 갈비) — готовится из свиных ребер, маринованных в корейском соевом соусе (조선 간장). Также называется «мэунтвэджигальби» (매운 돼지 갈비), что дословно переводится с корейского, как «острые свиные рёбрышки».
- Даккальби (닭 갈비) — вариант блюда с использованием куриных окорочков. В качестве приправы используется паста кочхуджан.
- Токкальби (떡 갈비) — из говяжьих рёбер.

## Происхождение
Слово кальби происходит от монгольского слово qarbing, означающего нижнюю часть живота. В Корее впервые использовалось во времена династии Чосон.

## Галерея

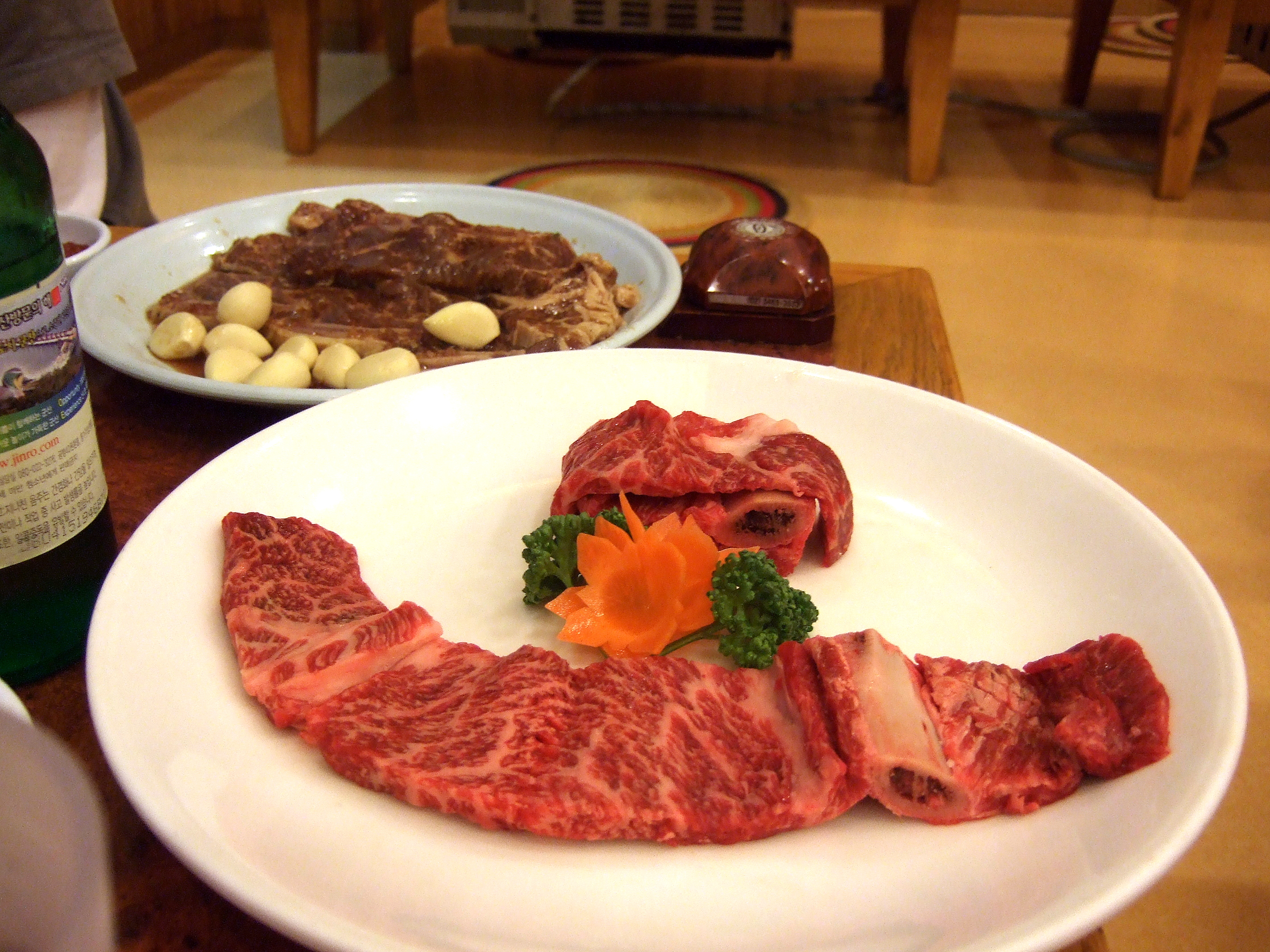
Маринованные и немаринованные кальби
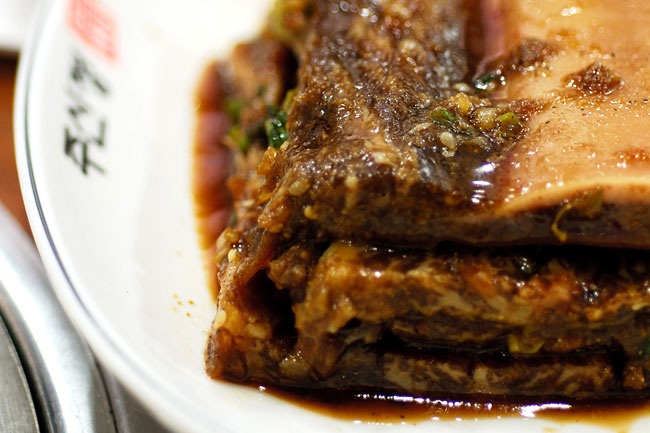
Маринованные кальби до гриля
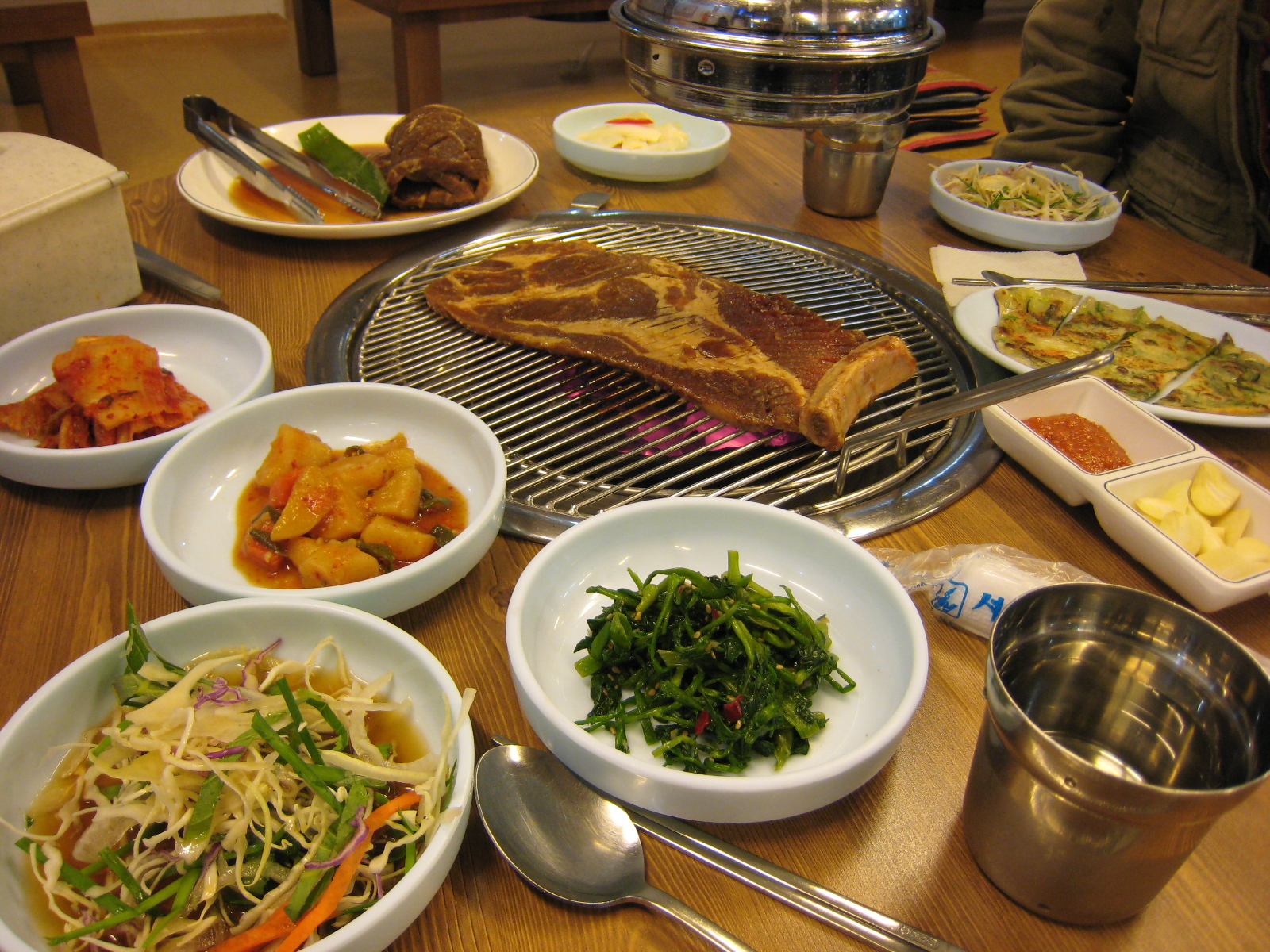
Кальби с панчханами
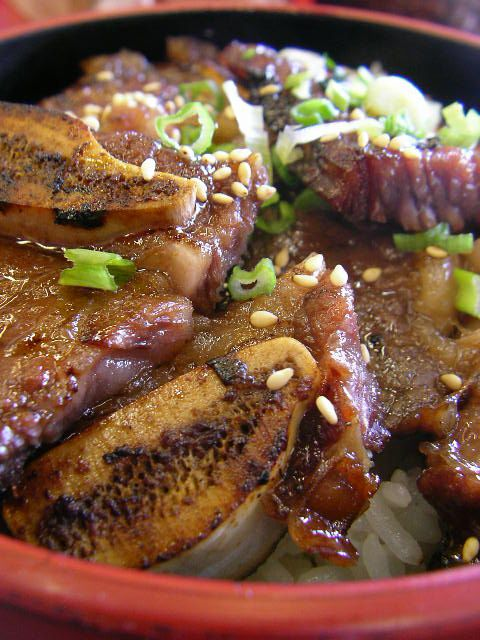
Сокальби (소갈비) — говяжьи рёбра
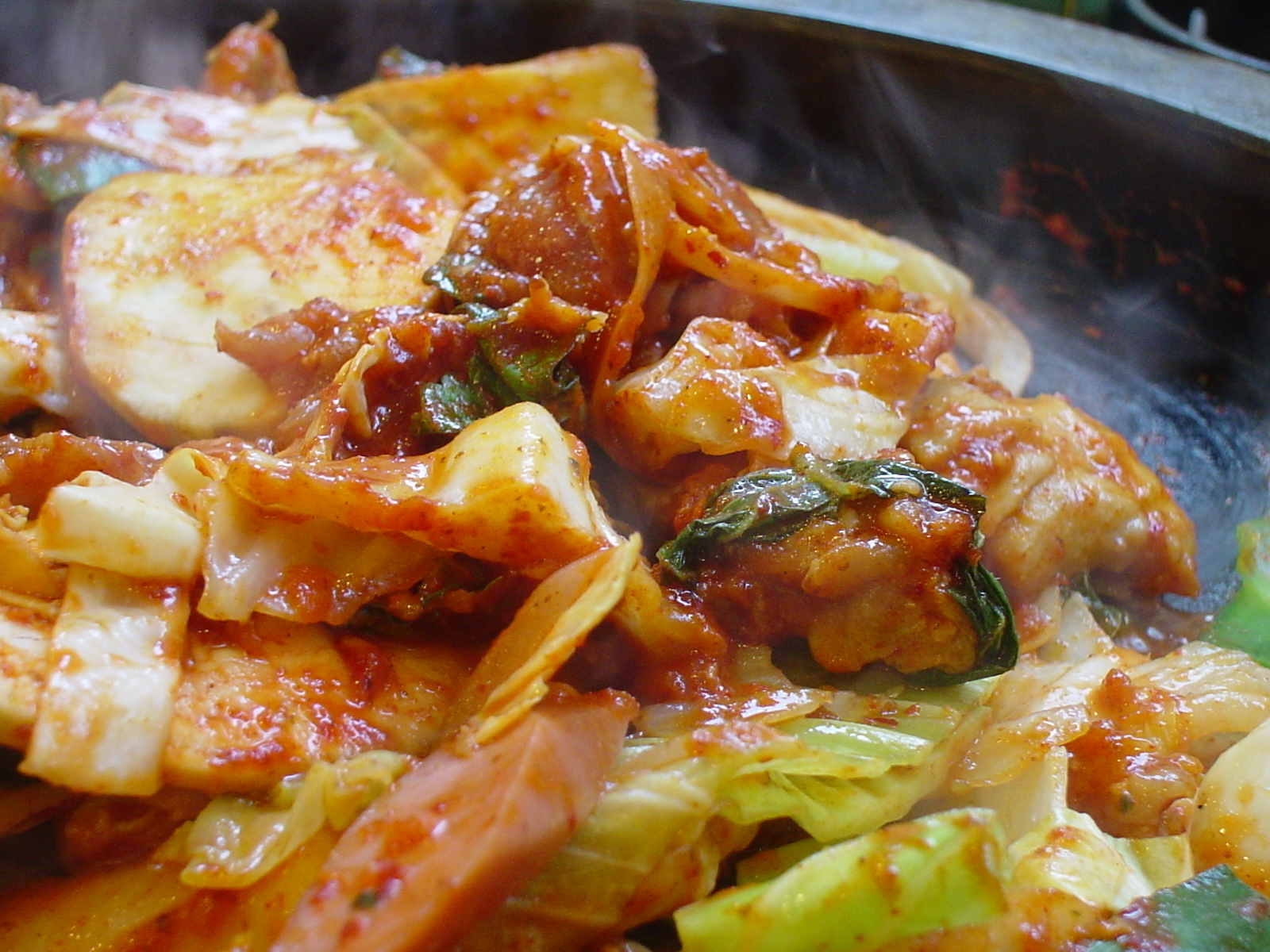
Так кальби (닭갈비) — куриные окорочка
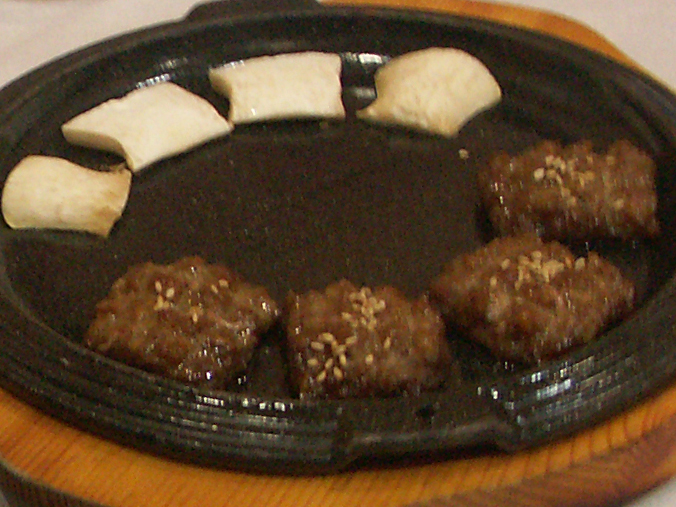
Тток кальби (떡갈비) — фрикадельки из кальби
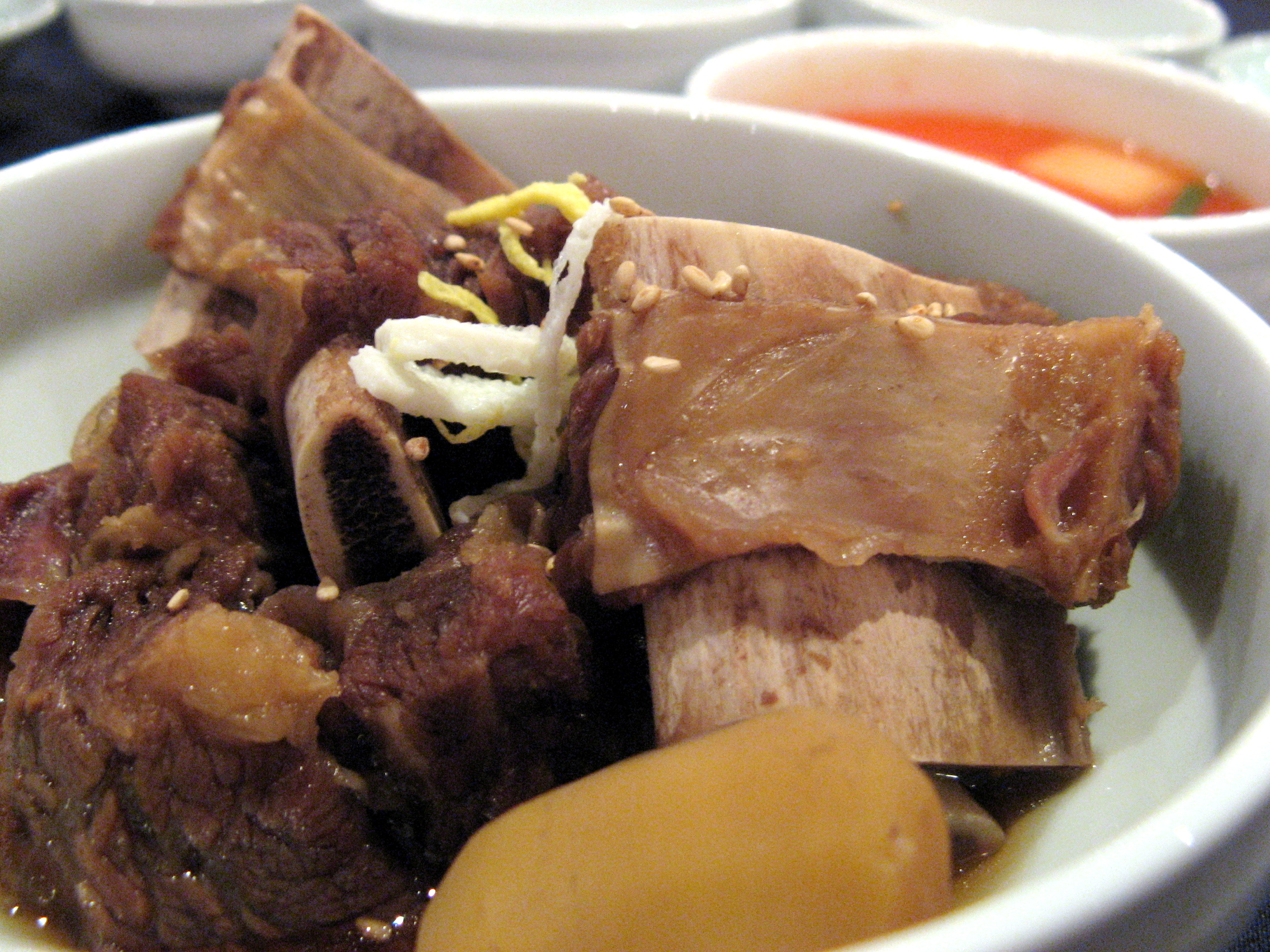
Кальбиччим, тушёные кальби